# Jos de Valk
Jos de Valk (Horssen, 24 mei 1940 – Nijmegen, 10 september 2014) was een Nederlandse schrijver van onder andere kinderboeken.
Jos de Valk werd op 24 mei 1940 in Horssen (Gelderland) geboren, als zoon van een hoofdonderwijzer. Toen hij drie jaar oud was, verhuisde het gezin naar Velp (Noord-Brabant). De Valk volgde in de sporen van zijn vader, ging naar de Kweekschool, werd onderwijzer en later hoofdonderwijzer op verschillende basisscholen. Hij hechtte veel waarde aan lezen en vond dat elke goede meester of juf interesse voor lezen moet wekken. Op zijn laatste school, in een volkswijk van Eindhoven, zette hij daarom een kinderboekenwinkel op om zijn leerlingen met boeken vertrouwd te maken. Alle kinderen kregen een stempelkaart waarmee ze voor een boek konden sparen en de belangstelling voor boeken en lezen nam toe.
Deels doordat het onderwijs steeds meer een administratieve, en minder een educatieve taak voor hem werd, verliet De Valk in de jaren tachtig het onderwijs. Hij werkte nog een tijd als archiefinspecteur. Ten slotte trok hij zich terug van zijn werk als ambtenaar, en wijdde zich aan het schrijven.
De Valk was van jongs af aan geïnteresseerd in geschiedenis, en in het bijzonder de geschiedenis van de omgeving waarin hij opgroeide. Hij gebruikte historische details als inspiratie voor diverse van zijn boeken: Het doorgeefkind is geïnspireerd door een briefje dat hij vond in een archief. De locatie voor het verhaal is, net als Velp in de achttiende eeuw, een dorp aan de Maas in het Land van Ravenstein. De bijzondere bestuurlijke situatie van het Land van Ravenstein als autonoom gebied buiten de Republiek is verwerkt in het verhaal. Het schrift van Siem beschrijft de crisistijd en de werkverschaffing door de Maas kanalisatie vanuit de optiek van een kind. Zijn werk bevat autobiografische elementen, bijvoorbeeld de beschrijving van de pastorie in Kette@opwielen.nl die hetzelfde is als die van het huis waarin hij opgroeide.
Zijn laatste werk, Velpse oorlogsherinneringen, is een bundel verhalen over het leven in Velp tijdens de bevrijding in september 1944. Het dorp werd bevrijd toen geallieerde troepen als deel van Operatie Market Garden oprukten van België richting Arnhem, een route die onder de geallieerden bekend zou worden als "Hell's Highway". Deze route voerde langs Velp over wat nu de provinciale weg 324 is. Voor enige dagen lag het dorp in een bevrijde corridor in een gebied dat verder nog bezet was. De Valk beschrijft de gebeurtenissen vanuit het perspectief van de dorpsbewoners, gebaseerd op verhalen en gesprekken met ooggetuigen die hij bijna 70 jaar na de bevrijding optekende.